# Ronde van Qatar 2015 (mannen)
De 14e editie van de wielerwedstrijd Ronde van Qatar vond plaats in 2015 van 8 tot en met 13 februari. De start was in Dukhan, de finish in Doha. De ronde maakte deel uit van de UCI Asia Tour 2015, in de categorie 2.HC. De Nederlander Niki Terpstra won, net als in 2014, het eindklassement.

## Deelnemende ploegen
| WorldTour           | ProContinentaal             |
| ------------------- | --------------------------- |
| Astana              | Bardiani CSF                |
| BMC Racing Team     | Bora-Argon 18               |
| Etixx-Quick Step    | Cofidis                     |
| FDJ                 | MTN-Qhubeka                 |
| Giant-Alpecin       | Topsport Vlaanderen-Baloise |
| IAM Cycling         |                             |
| Katjoesja           |                             |
| Lampre-Merida       |                             |
| Movistar            |                             |
| Orica-GreenEdge     |                             |
| Team Sky            |                             |
| Tinkoff-Saxo        |                             |
| Trek Factory Racing |                             |

## Etappe-overzicht
| etappe | datum       | start                | finish               | type                | afstand  | winnaar            | klassementsleider  |
| ------ | ----------- | -------------------- | -------------------- | ------------------- | -------- | ------------------ | ------------------ |
| 1e     | 8 februari  | Dukhan               | Sealine Beach Resort | Vlakke rit          | 136 km   | José Joaquín Rojas | José Joaquín Rojas |
| 2e     | 9 februari  | Al Wakrah            | Al Khor Corniche     | Vlakke rit          | 187,5 km | Alexander Kristoff | Alexander Kristoff |
| 3e     | 10 februari | Lusail               | Lusail               | Individuele tijdrit | 10,9 km  | Niki Terpstra      | Niki Terpstra      |
| 4e     | 11 februari | Al Thakhira          | Mesaieed             | Vlakke rit          | 165,5 km | Alexander Kristoff | Niki Terpstra      |
| 5e     | 12 februari | Al Zubara Fort       | Madinat Al Shamal    | Vlakke rit          | 153 km   | Alexander Kristoff | Niki Terpstra      |
| 6e     | 13 februari | Sealine Beach Resort | Doha Corniche        | Vlakke rit          | 124,5 km | Sam Bennett        | Niki Terpstra      |

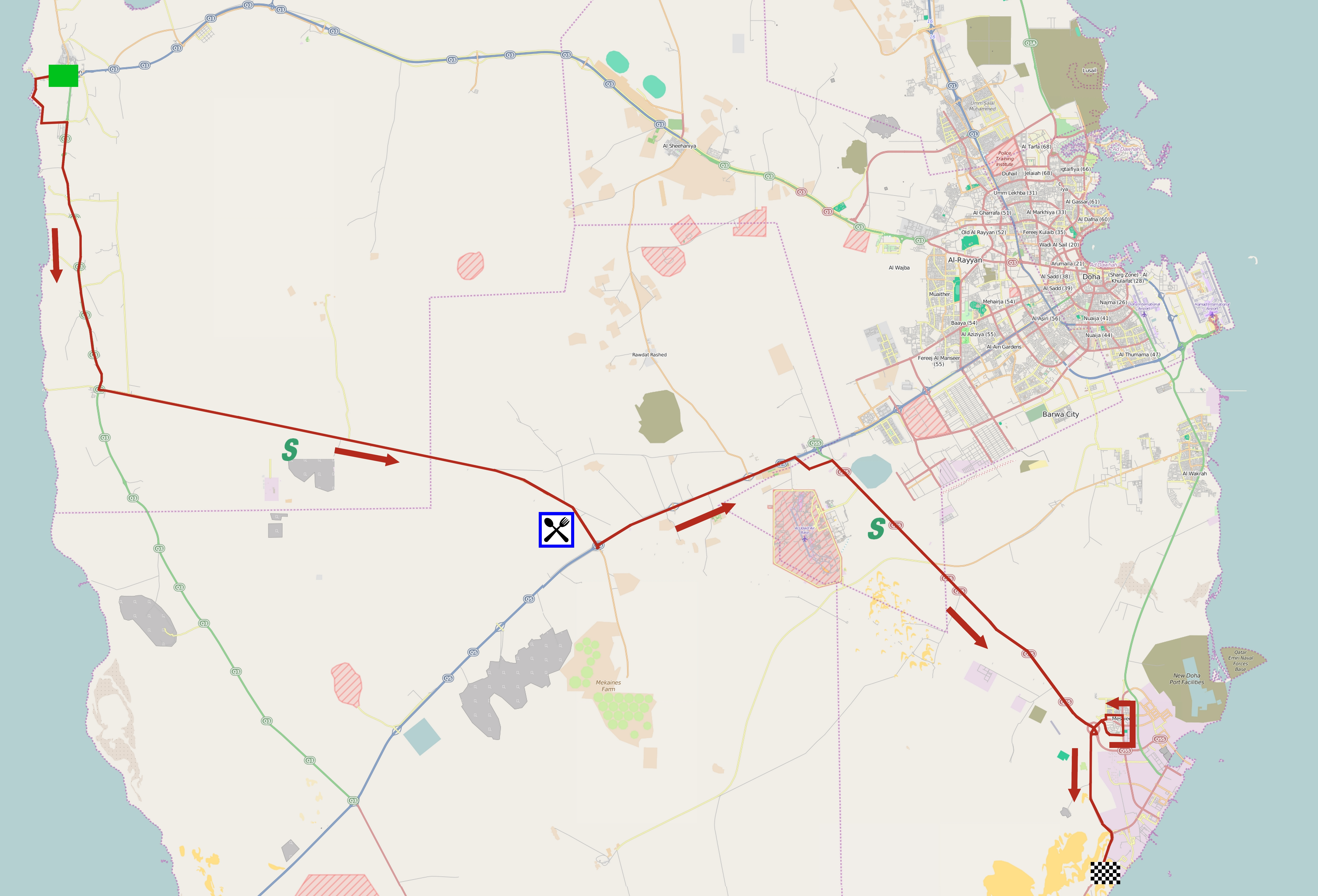
1e etappe
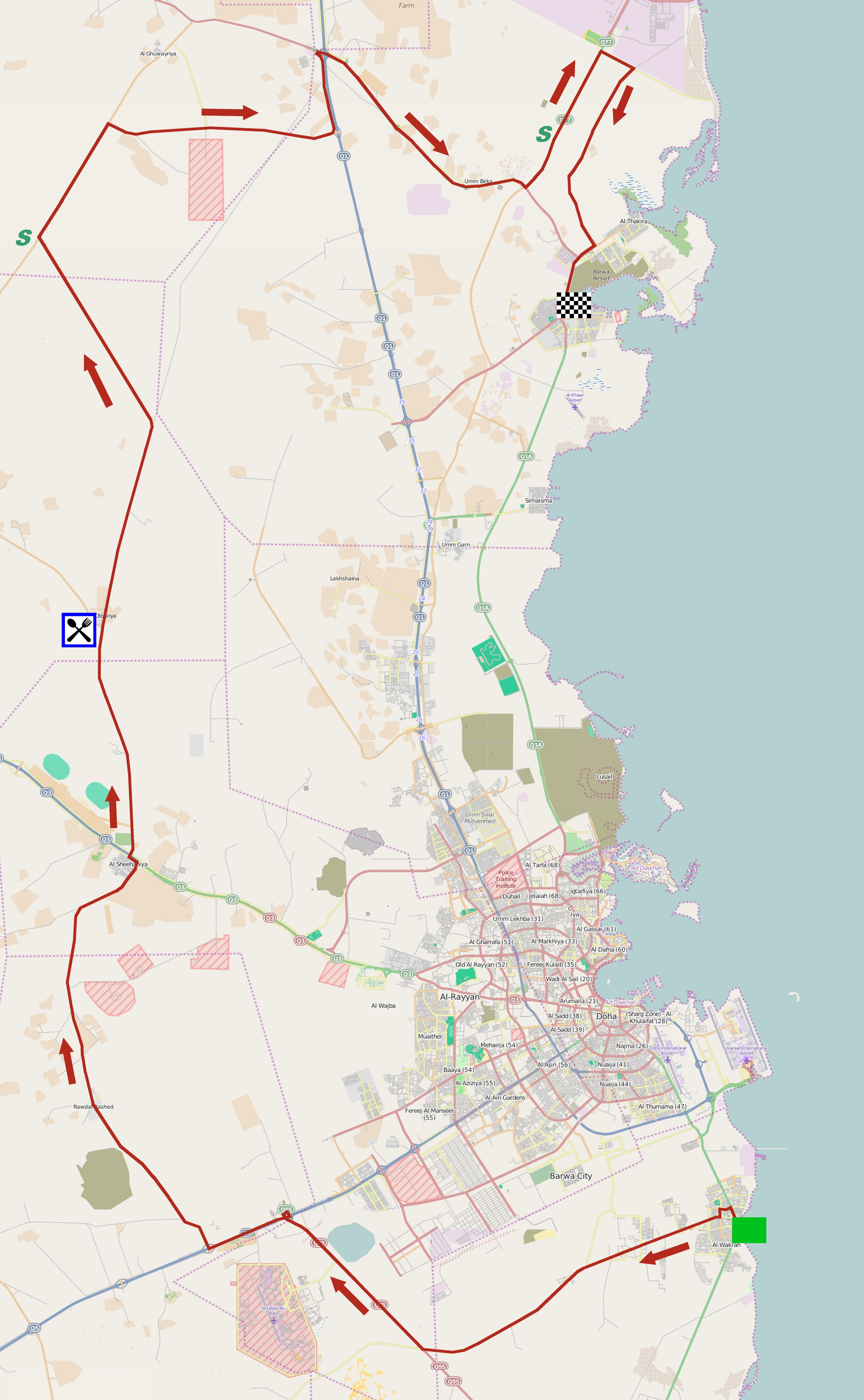
2e etappe
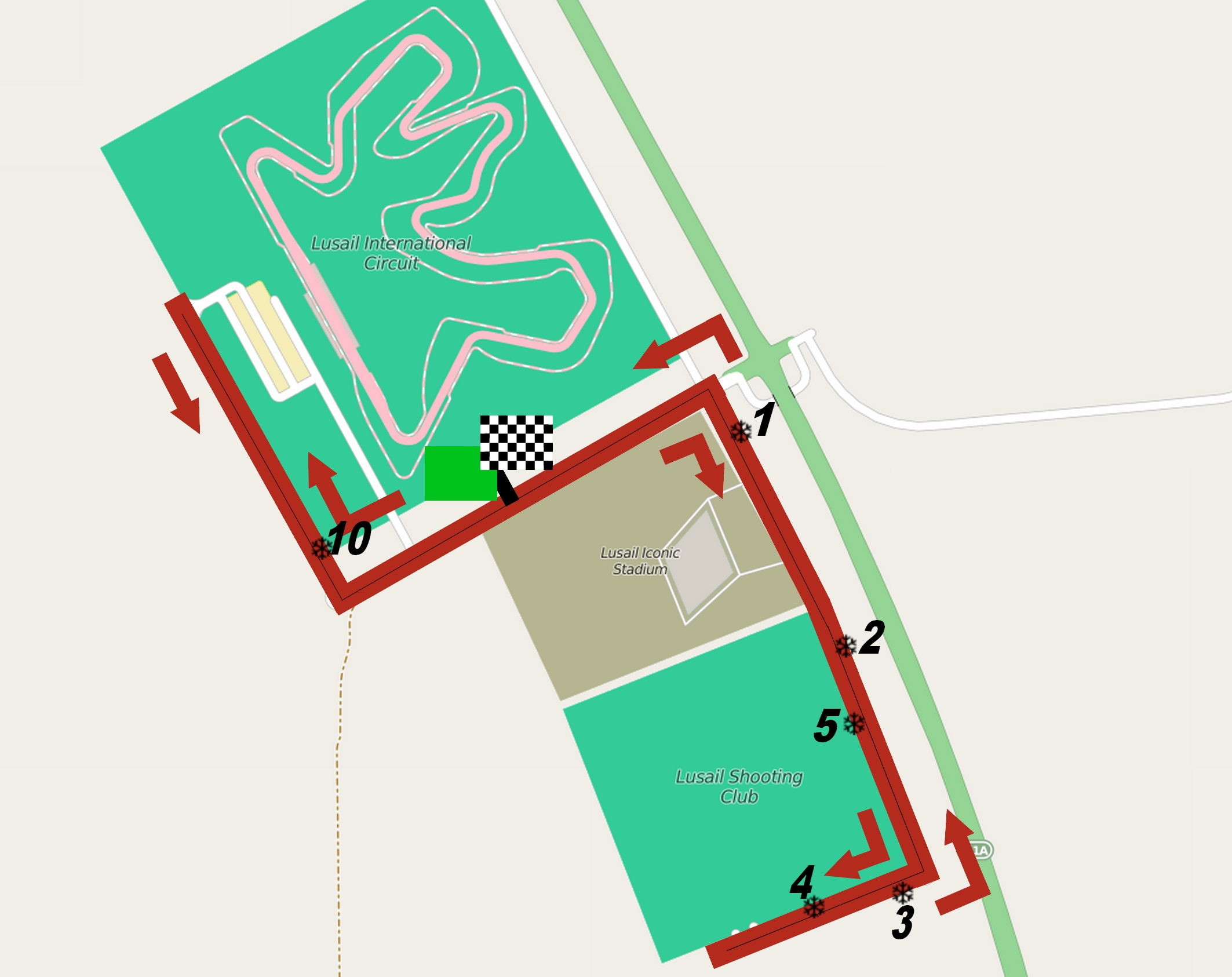
3e etappe
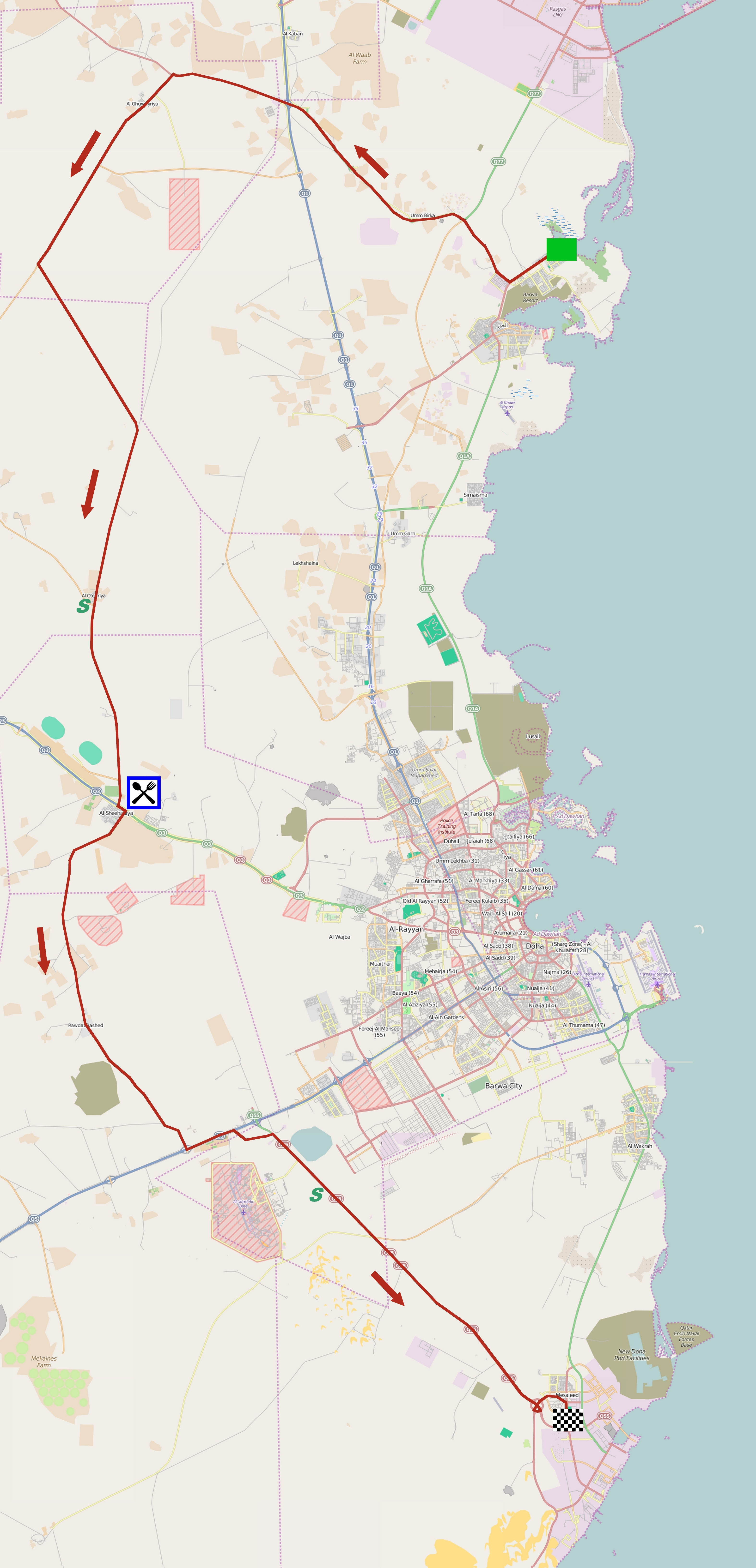
4e etappe
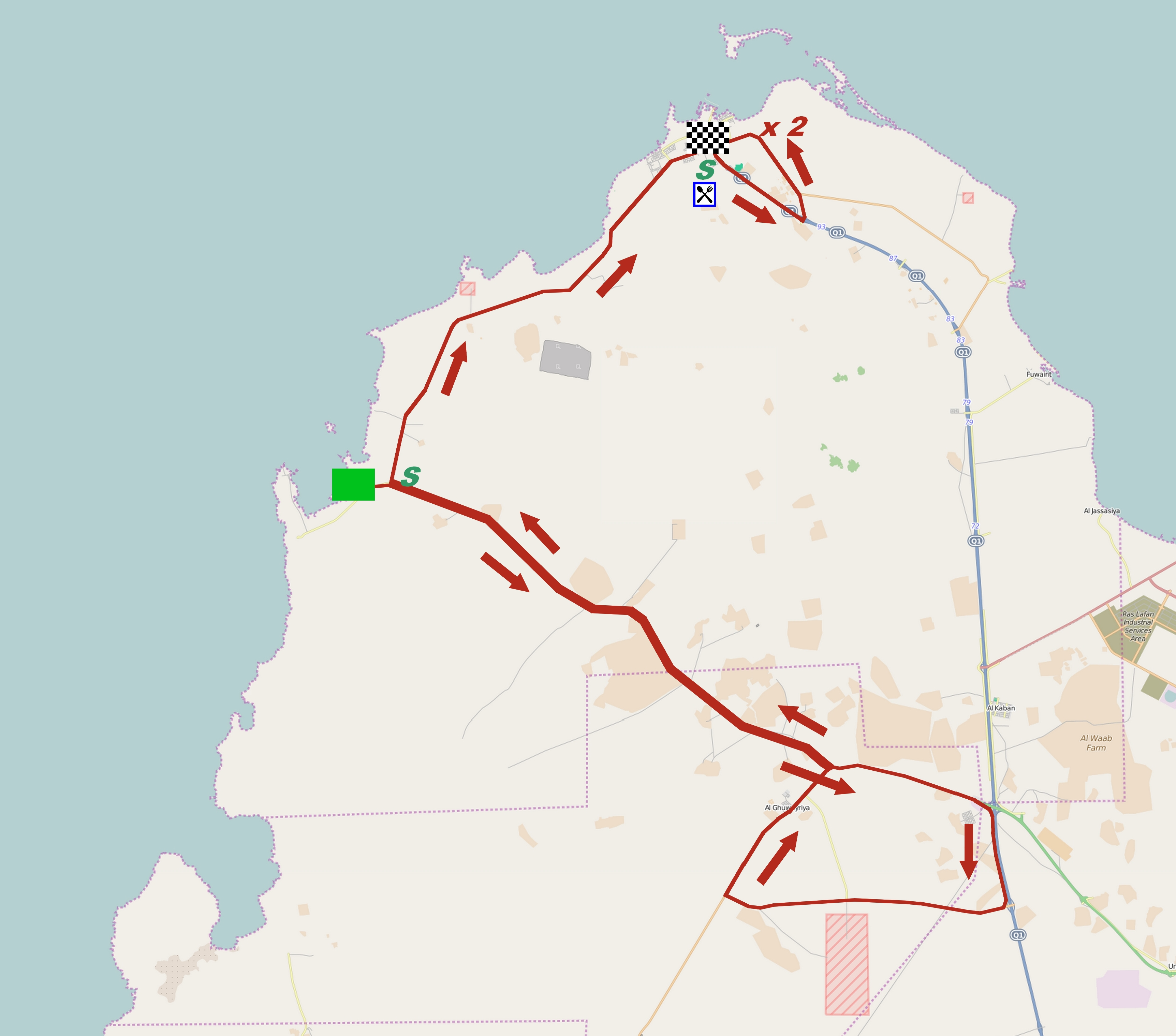
5e etappe
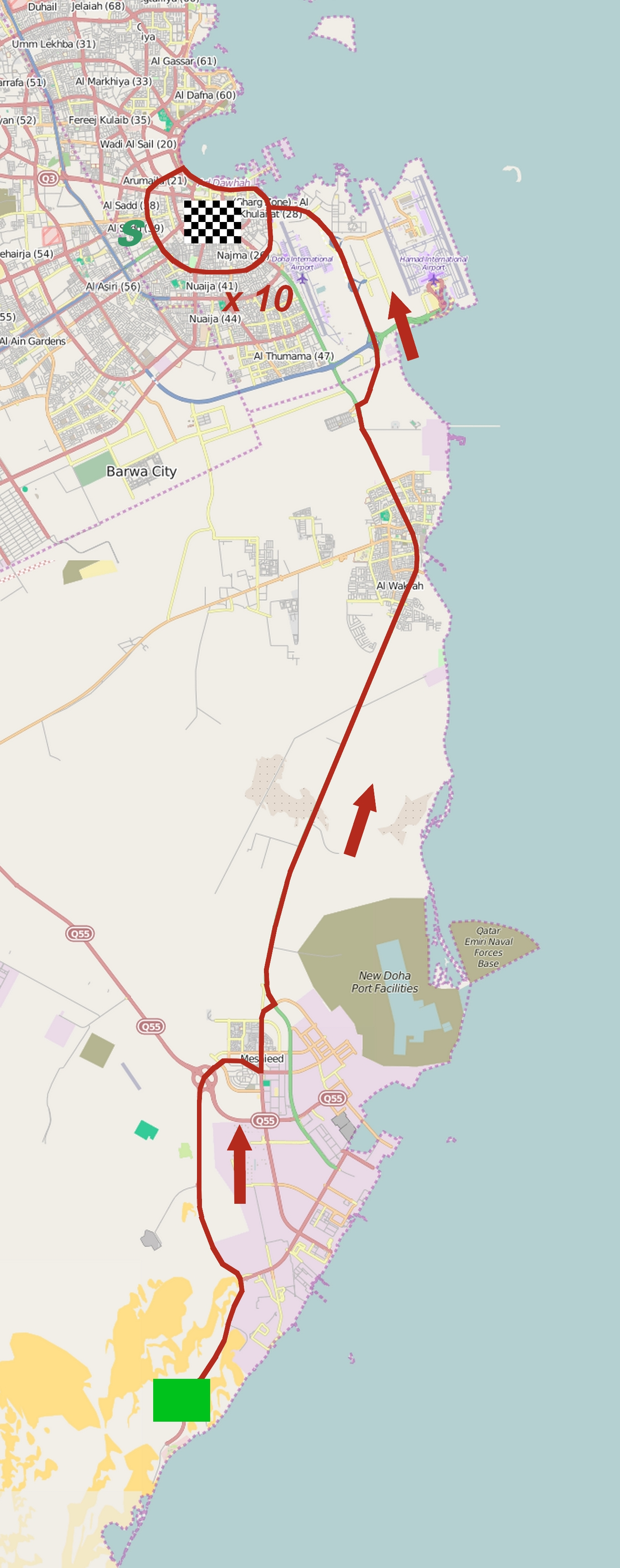
6e etappe

## Etappe-uitslagen

### 1e etappe
| Dukhan - Sealine Beach Resort (136 km) |                    |                     |          |
| Plaats                                 | Naam               | Ploeg               | Tijd     |
| Winnaar                                | José Joaquín Rojas | Movistar            | 3u49'50" |
| 2                                      | Tom Boonen         | Etixx-Quick Step    | z.t.     |
| 3                                      | Arnaud Démare      | FDJ                 | z.t.     |
| 4                                      | Peter Sagan        | Tinkoff-Saxo        | z.t.     |
| 5                                      | Sam Bennett        | Bora-Argon 18       | z.t.     |
| 6                                      | Jasper Stuyven     | Trek Factory Racing | z.t.     |
| 7                                      | Heinrich Haussler  | IAM Cycling         | z.t.     |
| 8                                      | Andrea Guardini    | Astana              | z.t.     |
| 9                                      | Alexander Kristoff | Katjoesja           | z.t.     |
| 10                                     | Nacer Bouhanni     | Cofidis             | z.t.     |
|                                        |                    |                     |          |
| 13                                     | Theo Bos           | MTN-Qhubeka         | z.t.     |

| Algemeen klassement |                    |                     |          |
| Plaats              | Naam               | Ploeg               | Tijd     |
| Gouden trui         | José Joaquín Rojas | Movistar            | 3u49'40" |
| 2                   | Tom Boonen         | Etixx-Quick Step    | + 4"     |
| 3                   | Arnaud Démare      | FDJ                 | + 6"     |
| 4                   | Niki Terpstra      | Etixx-Quick Step    | + 8"     |
| 5                   | Roberto Ferrari    | Lampre-Merida       | + 9"     |
| 6                   | Peter Sagan        | Tinkoff-Saxo        | + 10"    |
| 7                   | Sam Bennett        | Bora-Argon 18       | z.t.     |
| 8                   | Jasper Stuyven     | Trek Factory Racing | z.t.     |
| 9                   | Heinrich Haussler  | IAM Cycling         | z.t.     |
| 10                  | Andrea Guardini    | Astana              | z.t.     |

### 2e etappe
| Al Wakrah - Al Khor Corniche (187,5 km) |                    |                     |          |
| Plaats                                  | Naam               | Ploeg               | Tijd     |
| Winnaar                                 | Alexander Kristoff | Katjoesja           | 3u49'51" |
| 2                                       | Andrea Guardini    | Astana              | z.t.     |
| 3                                       | Greg Van Avermaet  | BMC Racing Team     | z.t.     |
| 4                                       | Peter Sagan        | Tinkoff-Saxo        | z.t.     |
| 5                                       | Tom Boonen         | Etixx-Quick Step    | z.t.     |
| 6                                       | Heinrich Haussler  | IAM Cycling         | z.t.     |
| 7                                       | Adam Blythe        | Orica-GreenEdge     | z.t.     |
| 8                                       | Marcus Burghardt   | BMC Racing Team     | z.t.     |
| 9                                       | Jasper Stuyven     | Trek Factory Racing | z.t.     |
| 10                                      | Ian Stannard       | Team Sky            | z.t.     |
|                                         |                    |                     |          |
| 11                                      | Niki Terpstra      | Etixx-Quick Step    | z.t.     |

| Algemeen klassement |                    |                     |          |
| Plaats              | Naam               | Ploeg               | Tijd     |
| Gouden trui         | Alexander Kristoff | Katjoesja           | 7u39'31" |
| 2                   | Tom Boonen         | Etixx-Quick Step    | + 1"     |
| 3                   | Greg Van Avermaet  | BMC Racing Team     | + 3"     |
| 4                   | Andrea Guardini    | Astana              | + 4"     |
| 5                   | Niki Terpstra      | Etixx-Quick Step    | + 8"     |
| 6                   | Marcus Burghardt   | BMC Racing Team     | + 9"     |
| 7                   | Peter Sagan        | Tinkoff-Saxo        | + 10"    |
| 8                   | Heinrich Haussler  | IAM Cycling         | z.t.     |
| 9                   | Jasper Stuyven     | Trek Factory Racing | z.t.     |
| 10                  | Maciej Bodnar      | Tinkoff-Saxo        | z.t.     |

### 3e etappe
| Lusail - Lusail (10,9 km) |                          |                     |        |
| Plaats                    | Naam                     | Ploeg               | Tijd   |
| Winnaar                   | Niki Terpstra            | Etixx-Quick Step    | 14'03" |
| 2                         | Fabian Cancellara        | Trek Factory Racing | + 8"   |
| 3                         | Bradley Wiggins          | Team Sky            | + 9"   |
| 4                         | Maciej Bodnar            | Tinkoff-Saxo        | z.t.   |
| 5                         | Ian Stannard             | Team Sky            | + 10"  |
| 6                         | Matthias Brändle         | IAM Cycling         | + 18"  |
| 7                         | Guillaume Van Keirsbulck | Etixx-Quick Step    | + 20"  |
| 8                         | Edvald Boasson Hagen     | MTN-Qhubeka         | + 21"  |
| 9                         | Greg Van Avermaet        | BMC Racing Team     | + 24"  |
| 10                        | Reto Hollenstein         | IAM Cycling         | + 25"  |

| Algemeen klassement |                    |                  |          |
| Plaats              | Naam               | Ploeg            | Tijd     |
| Gouden trui         | Niki Terpstra      | Etixx-Quick Step | 7u53'42" |
| 2                   | Maciej Bodnar      | Tinkoff-Saxo     | + 11"    |
| 3                   | Ian Stannard       | Team Sky         | + 12"    |
| 4                   | Greg Van Avermaet  | BMC Racing Team  | + 19"    |
| 5                   | Luke Rowe          | Team Sky         | + 33"    |
| 6                   | Alexander Kristoff | Katjoesja        | + 36"    |
| 7                   | Tom Boonen         | Etixx-Quick Step | + 42"    |
| 8                   | Heinrich Haussler  | IAM Cycling      | + 44"    |
| 9                   | Andrij Hryvko      | Astana           | + 46"    |
| 10                  | Peter Sagan        | Tinkoff-Saxo     | + 48"    |

### 4e etappe
| Al Thakhira - Mesaieed (165,5 km) |                    |                     |          |
| Plaats                            | Naam               | Ploeg               | Tijd     |
| Winnaar                           | Alexander Kristoff | Katjoesja           | 4u15'57" |
| 2                                 | Peter Sagan        | Tinkoff-Saxo        | z.t.     |
| 3                                 | Nikias Arndt       | Giant-Alpecin       | z.t.     |
| 4                                 | Adam Blythe        | Orica-GreenEdge     | z.t.     |
| 5                                 | Nicola Ruffoni     | Bardiani CSF        | z.t.     |
| 6                                 | Heinrich Haussler  | IAM Cycling         | z.t.     |
| 7                                 | Borut Božič        | Astana              | z.t.     |
| 8                                 | Andrea Guardini    | Astana              | z.t.     |
| 9                                 | José Joaquín Rojas | Movistar            | z.t.     |
| 10                                | Sacha Modolo       | Lampre-Merida       | z.t.     |
|                                   |                    |                     |          |
| 11                                | Jasper Stuyven     | Trek Factory Racing | z.t.     |
| 21                                | Tom Veelers        | Giant-Alpecin       | + 5"     |

| Algemeen klassement |                    |                  |           |
| Plaats              | Naam               | Ploeg            | Tijd      |
| Gouden trui         | Niki Terpstra      | Etixx-Quick Step | 12u09'44" |
| 2                   | Maciej Bodnar      | Tinkoff-Saxo     | + 6"      |
| 3                   | Ian Stannard       | Team Sky         | + 12"     |
| 4                   | Greg Van Avermaet  | BMC Racing Team  | + 19"     |
| 5                   | Alexander Kristoff | Katjoesja        | + 21"     |
| 6                   | Luke Rowe          | Team Sky         | + 33"     |
| 7                   | Peter Sagan        | Tinkoff-Saxo     | + 37"     |
| 8                   | Heinrich Haussler  | IAM Cycling      | + 39"     |
| 9                   | Andrij Hryvko      | Astana           | + 41"     |
| 10                  | Tom Boonen         | Etixx-Quick Step | + 42"     |

### 5e etappe
| Al Zubra Fort - Madinat Al Shamal (153 km) |                    |                  |          |
| Plaats                                     | Naam               | Ploeg            | Tijd     |
| Winnaar                                    | Alexander Kristoff | Katjoesja        | 3u03'01" |
| 2                                          | Peter Sagan        | Tinkoff-Saxo     | z.t.     |
| 3                                          | Nikias Arndt       | Giant-Alpecin    | z.t.     |
| 4                                          | Tom Boonen         | Etixx-Quick Step | z.t.     |
| 5                                          | Adam Blythe        | Orica-GreenEdge  | z.t.     |
| 6                                          | Heinrich Haussler  | IAM Cycling      | z.t.     |
| 7                                          | José Joaquín Rojas | Movistar         | z.t.     |
| 8                                          | Arnaud Démare      | FDJ              | z.t.     |
| 9                                          | Greg Van Avermaet  | BMC Racing Team  | z.t.     |
| 10                                         | Nacer Bouhanni     | Cofidis          | z.t.     |
|                                            |                    |                  |          |
| 16                                         | Niki Terpstra      | Etixx-Quick Step | z.t.     |

| Algemeen klassement |                    |                  |           |
| Plaats              | Naam               | Ploeg            | Tijd      |
| Gouden trui         | Niki Terpstra      | Etixx-Quick Step | 15u12'45" |
| 2                   | Maciej Bodnar      | Tinkoff-Saxo     | + 6"      |
| 3                   | Alexander Kristoff | Katjoesja        | + 11"     |
| 4                   | Ian Stannard       | Team Sky         | + 12"     |
| 5                   | Greg Van Avermaet  | BMC Racing Team  | + 19"     |
| 6                   | Peter Sagan        | Tinkoff-Saxo     | + 31"     |
| 7                   | Luke Rowe          | Team Sky         | + 33"     |
| 8                   | Heinrich Haussler  | IAM Cycling      | + 39"     |
| 9                   | Andrij Hryvko      | Astana           | + 41"     |
| 10                  | Tom Boonen         | Etixx-Quick Step | + 42"     |

### 6e etappe
| Sealine Beach Resort - Doha Corniche (124,5 km) |                    |                     |          |
| Plaats                                          | Naam               | Ploeg               | Tijd     |
| Winnaar                                         | Sam Bennett        | Bora-Argon 18       | 2u24'03" |
| 2                                               | Andrea Guardini    | Astana              | z.t.     |
| 3                                               | Nacer Bouhanni     | Cofidis             | z.t.     |
| 4                                               | Peter Sagan        | Tinkoff-Saxo        | z.t.     |
| 5                                               | Youcef Reguigui    | MTN-Qhubeka         | z.t.     |
| 6                                               | Adam Blythe        | Orica-GreenEdge     | z.t.     |
| 7                                               | Matteo Trentin     | Etixx-Quick Step    | z.t.     |
| 8                                               | Tom Boonen         | Etixx-Quick Step    | z.t.     |
| 9                                               | Jasper Stuyven     | Trek Factory Racing | z.t.     |
| 10                                              | José Joaquín Rojas | Movistar            | z.t.     |
|                                                 |                    |                     |          |
| 25                                              | Niki Terpstra      | Etixx-Quick Step    | z.t.     |

## Eindklassementen
| Plaats      | Naam               | Ploeg               | Tijd      |
| ----------- | ------------------ | ------------------- | --------- |
| Gouden trui | Niki Terpstra      | Etixx-Quick Step    | 17u36'48" |
| 2           | Maciej Bodnar      | Tinkoff-Saxo        | + 6"      |
| 3           | Alexander Kristoff | Katjoesja           | + 9"      |
| 4           | Ian Stannard       | Team Sky            | + 12"     |
| 5           | Greg Van Avermaet  | BMC Racing Team     | + 19"     |
| 6           | Peter Sagan        | Tinkoff-Saxo        | + 31"     |
| 7           | Luke Rowe          | Team Sky            | + 33"     |
| 8           | Heinrich Haussler  | IAM Cycling         | + 39"     |
| 9           | Tom Boonen         | Etixx-Quick Step    | z.t.      |
| 10          | Andrij Hryvko      | Astana              | + 41"     |
| 11          | Marcus Burghardt   | BMC Racing Team     | + 54"     |
| 12          | Jasper Stuyven     | Trek Factory Racing | + 55"     |
| 13          | Nikolas Maes       | Etixx-Quick Step    | + 59"     |
| 14          | Philippe Gilbert   | BMC Racing Team     | + 1'04"   |
| 15          | Roger Kluge        | IAM Cycling         | + 1'11"   |
| 16          | Nikias Arndt       | Giant-Alpecin       | + 1'19"   |
| 17          | Ralf Matzka        | Bora-Argon 18       | + 1'21"   |
| 18          | Roeslan Tleoebajev | Astana              | + 1'24"   |
| 19          | Matthew Hayman     | Orica-GreenEdge     | + 1'27"   |
| 20          | Andrea Guardini    | Astana              | + 1'39"   |

| Plaats        | Naam               | Ploeg            | Punten |
| ------------- | ------------------ | ---------------- | ------ |
| Zilveren trui | Alexander Kristoff | Katjoesja        | 49     |
| 2             | Peter Sagan        | Tinkoff-Saxo     | 45     |
| 3             | Tom Boonen         | Etixx-Quick Step | 34     |
|               |                    |                  |        |
| 9             | Niki Terpstra      | Etixx-Quick Step | 17     |

| Plaats     | Naam             | Ploeg               | Punten    |
| ---------- | ---------------- | ------------------- | --------- |
| Witte trui | Peter Sagan      | Tinkoff-Saxo        | 17u37'19" |
| 2          | Luke Rowe        | Team Sky            | + 2"      |
| 3          | Jasper Stuyven   | Trek Factory Racing | + 24"     |
|            |                  |                     |           |
| 21         | Danny van Poppel | Trek Factory Racing | + 15'16"  |

| Plaats | Ploeg            | Tijd      |
| ------ | ---------------- | --------- |
|        | Etixx-Quick Step | 52u51'44" |
| 2      | Astana           | + 39"     |
| 3      | BMC Racing Team  | + 55"     |

## Klassementenverloop
| Etappe       | Winnaar            | Algemeen klassement · | Puntenklassement · | Jongerenklassement · | Ploegenklassement · |
| ------------ | ------------------ | --------------------- | ------------------ | -------------------- | ------------------- |
| 1            | José Joaquín Rojas | José Joaquín Rojas    | José Joaquín Rojas | Arnaud Démare        | Astana              |
| 2            | Alexander Kristoff | Alexander Kristoff    | Tom Boonen         | Peter Sagan          | Etixx-Quick Step    |
| 3            | Niki Terpstra      | Niki Terpstra         | Tom Boonen         | Luke Rowe            | Etixx-Quick Step    |
| 4            | Alexander Kristoff | Niki Terpstra         | Alexander Kristoff | Luke Rowe            | Etixx-Quick Step    |
| 5            | Alexander Kristoff | Niki Terpstra         | Alexander Kristoff | Peter Sagan          | Etixx-Quick Step    |
| 6            | Sam Bennett        | Niki Terpstra         | Alexander Kristoff | Peter Sagan          | Etixx-Quick Step    |
| 0Eindstanden | 0Eindstanden       | Niki Terpstra         | Alexander Kristoff | Peter Sagan          | Etixx-Quick Step    |

Mannen:
2002 · 
2003 · 
2004 · 
2005 · 
2006 · 
2007 · 
2008 · 
2009 · 
2010 · 
2011 · 
2012 · 
2013 · 
2014 · 
2015 · 
2016

Vrouwen:
2009 · 
2010 · 
2011 · 
2012 · 
2013 · 
2014 · 
2015 · 
2016
 Ronde van Dubai · 
 Ronde van Qatar · 
 Ronde van Oman · 
 Ronde van Langkawi · 
 Ronde van Taiwan · 
 Ronde van Iran · 
 Ronde van Japan · 
 Ronde van Korea · 
 Ronde van het Qinghaimeer · 
 Ronde van China I · 
 Ronde van Almaty · 
 Ronde van Abu Dhabi · 
 Ronde van China II · 
 Japan Cup · 
 Ronde van Hainan · 
 Ronde van het Taihu-meer